# 谭家桥镇
谭家桥镇，是中华人民共和国安徽省黄山市黄山区下辖的一个乡镇级行政单位。

## 行政区划
谭家桥镇下辖以下地区：
中墩村、东黄山村、新洪村、长罗村和黄山茶林场社区生活区。